# 740-е годы до н. э.
740-е (семьсо́т сороковы́е) го́ды до на́шей э́ры по пролептическому юлианскому календарю — промежуток времени с 1 января 749 года до н. э. по 31 декабря 740 года до н. э., включающий с 749 по 741 годы 6-го десятилетия  и 740 год 7-го десятилетия VIII века 1-го тысячелетия до н. э. Им предшествовали 750-е годы до н. э., за ними следовали 730-е годы до н. э. Они закончились 2765 лет назад.

## Важнейшие события
- Середина VIII века — возрождение Эламского царства.
- Середина VIII века — усиление в Китае царств Ци, Чу, Цинь и Цзинь, а также Сун.
- Около 750 (или между 750 и 725) до н. э. — по археологическим данным, основаны Питекуссы (колония Халкиды и Эретрии)[1].
- ок. 750 — ок. 745 до н. э. — ливийский правитель Рудамон.
- ок. 745 — ок. 736 до н. э. — ливийский правитель Анхор.